# The Angiogenesis Foundation
The Angiogenesis Foundation ist eine US-amerikanische gemeinnützige Organisation, die 1994 in Cambridge für die Untersuchung der Angiogenese gegründet wurde. Die Gründer waren ehemalige Studenten von Judah Folkman, einem Pionier der Angiogeneseforschung.
Die Stiftung konzentriert sich auf Behandlungen in den Bereichen Krebs, Kardiologie, Wundheilung, Dermatologie und Ophthalmologie.
Im Jahr 1998 führte die Stiftung die Gründung einer angiogenen Wachstumsfaktortherapie als erste fortgeschrittene Behandlung für diabetische Fußgeschwüre. Im Jahr 2004 hat sie dazu beigetragen, die erste antiangiogenetische Therapie für Krebs, Bevacizumab, beginnend mit Darmkrebs, und später auf Brust-, Lungen-, Leber-, Nieren- und Hirntumorarten zu erweitern.
Im Jahr 2010 hielt der Präsident und Mitgründer der Angiogenesis Foundation, William Li, eine vielbeachtete Präsentation bei der TED-Konferenz zum Thema Krebsprävention durch antiangiogene Ernährung.
Die Rockgruppe U2 unterstützt die Stiftungsarbeit. Ihr Gitarrist The Edge gehört dem beratenden Gremium der Stiftung an und setzt sich  bei der Kampagne Eat to Beat Cancer für die Erforschung der Krankheitsprävention durch Lebensmittel ein.
Als weitere prominente Unterstützer gelten Cindy Crawford, Peter Gabriel, Scott Hamilton und Roger Moore.